# طرخان
طرخان (التركية القديمة: 𐱃𐰺𐰴, بالحروف اللاتينية: Tarqan, بالمنغولية: Darqan, بالفارسية: ترخان، بالعربية: طرخان), هو لقب قديم في اسيا الوسطى تستخدمه مختلف الشعوب التركية والشعوب الإيرانية والمجرون

## أصل الكلمة
أصل الكلمة غير معروف، يُعرِف مؤرخون مختلفون الكلمة إما بأنها إيرانية شرقية أو تركية.
على الرغم من أن ريتشارد فراي أفاد بأن الكلمة «ربما كانت أجنبة على شوغديان», يشيرغيرهارد دويرفر إلى أنه حتى في اللغات التركية، فإن جمعها ليس تركيًا مما يشير إلى أصل غير تركي. توصل ليغيتي إلى نفس النتيجة قائلاً إن «tarxan و tegin (أمير) يشكلان الجمع غير التركي بالكامل tarxat و tegit، وأن الكلمة لم تكن معروفة للغات التركية الغربية في العصور الوسطى مثل البلغار». مع أخد ذلك في الإعتبار، يمكن إشتقاق الكلمة من اللغة المنغولية في العصور الوسطى، darqat (لاحقة الجمع-at). أليماني يعطي شرحًا إضافيًا مفاده أن الكلمة الإيرانية الشرقية ذات الصلة السكيثية لا تزال موجودة في أوستك تيروكسن. يقترح هارلود والتر بايلي، أيضاً، أن الكلمة لها جذور إيرانية.

## التاريخ
تم استعمال مصطلح الطرخان على سكان بلاد الصغد وساكا والهياطلة و الأتراك في اسيا الوسطى وغيرها من البدو الأوراسيين الرحل. قاد الطرخان الوحدات العسكرية (تقريبًا بحجم فوج في ظل الخزر الترك)، وكانوا تقريبًا جنرالات. كما يمكن تعيينهم حكامًا عسكريين للأماكن المحتلة.
من المحتمل أن الغوكتورك اعتمدو مصطلح الطرخان من تحالف الروران أو من قبيلة آفار أوراسيا. لقد تم منحهم درجات شرف عالية مثل دخول منزل اليورت المملوكة للخاقان بدون أي موعد مسبق، وأظهروا عفوًا غير عادي تسعة أضعاف للجيل التاسع عن أي جريمة إرتكبوها، على الرغم من أن أصل الكلمة غير معروف، إلا أنه تم إثباته في عهد شعب الخيتان، والتي تحكمت سلالة لياو معظم منغوليا وشمال الصين منذ 916-1125، جادل كلاوسون بأن طرخان في اللغة التركية القديمة كان يُعتبر العنوان الأسمى ولم يكن، مثل تيغن وشاد، خاصًا بالعائلة المالكة، لكنه كان لا يزال لقبًا مرتفعًا يحمل مسؤولية إدارية.
مثل العديد من الألقاب، يظهر طرخان أيضًا كإسم شخصي، بغض النظر عن رتبة الشخص، مما يجعل بعض المراجع التاريخية مربكة. على سبيل المثال، تشير النصوص العربية إلى «طرخان ملك الخزر» في منتصف القرن التاسع. ولا يعرف ما إذا كانت هذه إشارة إلى مسؤول عسكري أو خاقان الخزر، يستخدم هذا الاسم أحيانًا في البلدان الناطقة باللغة التركية والعربية، ويتم إستخدامه اليوم كإسم عائلة.
في إمبراطورية المغول، تم إعفاء عائلة داركهان من الضرائب والتواصل والإستيلاء، جعل جنكيز خان أولئك الذين ساعدوه في صعود داركهان في عام 1206. لعبت عائلات داركهان أدوارًا حاسمة في وقت لاحق عندما حدثت أزمة الخلافة في دولة يوان والدولة الإلخانية. قام أباقا خان (1234-1282) بعمل طرخان هندي بعد أن أوصل والدته وفريقها على طول الطريق من آسيا الوسطى إلى بلاد فارس بأمان. تم ترقية تاجر ثري من بلاد فارس إلى رتبة طرخان بواسطة غازان (1271-1304) لخدمته خلال الهزيمة المبكرة في الدولة الإلخانية. في روسيا، كلفت خانية القبيلة الذهبية مهام ضرورية للطرخان. سمحت إحدى نصوص تيمور قتلغ (حوالي 1370-1399) بحقوق طرخان القرم.
بعد قمع تمرد التومين الثلاثي اليميني في منغوليا، أعفى دايان خان جنوده الذين شاركوا في معركة دالان- ترقين من الضرائب وجعلهم طرخان في عام 1513. حتى بعد إنهيار أسرة يوان الشمالية بوفاة ليجدان خان في عام 1635، استمر منح لقب طرخان لكبار الشخصيات الدينية، وأحيانًا على الأشخاص ذوي الولادة المنخفضة. على سبيل المثال، في عام 1665، منحت إرينشين لوبسانغ تايجي، ألتان خان من خالخا، اللقب لمترجم روسي وطلبت من قيصر روسيا إعفاء المترجم من جميع الالتزامات الضريبية.
كان جميع الحرفيين يلقبوا بالطرخان وكانوا محصنين ضد الطلبات العرضية التي تُفرَض بإستمرار من خلال مرور المبعوثين الإمبراطوريين. منذ ذلك الحين، كانت الكلمة تشير إلى الحرفيين أو الحدادين باللغة المنغولية ولا تزال مستخدمة في منغوليا كتعبير.تم منح الأشخاص الذين خدموا أوردا خجان لقب طارخان وأحفادهم يُعرفون باسم دارخاد في مدينة أوردوس ومنغوليا الداخلية.

## أبرز الطرخان
- تونيوكوك، القائد العام لخاقانات الترك الثانية.
- كول تكين، تيجين من الخاقانات التركية الثانية.
- تون باغا طرخان، رابع خاقان من الخاقانية الأويغور.
- تشوربان طرخان، قائد الخزر.

## في الثقافة الشعبية
- في لعبة «Age of Empires II: The Conquerors»: يعتبر الطرخان وحدة الهون الفريدة مع ظهور فارس يحمل شعلة وسوط بدلاً من السيف، قوتهم تدمر المباني.
- الطرخان في «مجلة الطرخان» هو محارب خيالي من الهون أنشأه رسام الكاريكاتير التركي سيزجين بوراك.
- الطرخان: الميدالية الذهبية على موقع IMDb، فلم تركي، 1973.